# Montrigaud
Montrigaud és un municipi francès situat al departament de la Droma i a la regió d'Alvèrnia-Roine-Alps. L'any 2007 tenia 495 habitants.

## Demografia

### Població
El 2007 la població de fet de Montrigaud era de 495 persones. Hi havia 192 famílies de les quals 52 eren unipersonals (28 homes vivint sols i 24 dones vivint soles), 80 parelles sense fills i 60 parelles amb fills.
La població ha evolucionat segons el següent gràfic:
Habitants censats

### Habitatges
El 2007 hi havia 266 habitatges, 196 eren l'habitatge principal de la família, 52 eren segones residències i 18 estaven desocupats. 252 eren cases i 14 eren apartaments. Dels 196 habitatges principals, 155 estaven ocupats pels seus propietaris i 41 estaven llogats i ocupats pels llogaters; 15 tenien dues cambres, 23 en tenien tres, 61 en tenien quatre i 97 en tenien cinc o més. 180 habitatges disposaven pel capbaix d'una plaça de pàrquing. A 100 habitatges hi havia un automòbil i a 81 n'hi havia dos o més.

### Piràmide de població
La piràmide de població per edats i sexe el 2009 era:
| Homes | Edats   | Dones |
| ----- | ------- | ----- |
| 0     | 95 o +  | 0     |
| 0     | 90 a 94 | 0     |
| 8     | 85 a 89 | 4     |
| 4     | 80 a 84 | 4     |
| 4     | 75 a 79 | 4     |
| 16    | 70 a 74 | 16    |
| 20    | 65 a 69 | 16    |
| 12    | 60 a 64 | 20    |
| 16    | 55 a 59 | 20    |
| 8     | 50 a 54 | 12    |
| 20    | 45 a 49 | 12    |
| 8     | 40 a 44 | 4     |
| 20    | 35 a 39 | 4     |
| 12    | 30 a 34 | 20    |
| 8     | 25 a 29 | 8     |
| 16    | 20 a 24 | 8     |
| 20    | 15 a 19 | 12    |
| 12    | 10 a 14 | 8     |
| 8     | 5 a 9   | 12    |
| 12    | 0 a 4   | 4     |

## Economia
El 2007 la població en edat de treballar era de 304 persones, 216 eren actives i 88 eren inactives. De les 216 persones actives 190 estaven ocupades (117 homes i 73 dones) i 26 estaven aturades (10 homes i 16 dones). De les 88 persones inactives 36 estaven jubilades, 17 estaven estudiant i 35 estaven classificades com a «altres inactius».

### Ingressos
El 2009 a Montrigaud hi havia 186 unitats fiscals que integraven 454,5 persones, la mediana anual d'ingressos fiscals per persona era de 14.131 €.

### Activitats econòmiques
Dels 24 establiments que hi havia el 2007, 2 eren d'empreses de fabricació d'altres productes industrials, 6 d'empreses de construcció, 3 d'empreses de comerç i reparació d'automòbils, 2 d'empreses d'hostatgeria i restauració, 2 d'empreses d'informació i comunicació, 3 d'empreses de serveis, 3 d'entitats de l'administració pública i 3 d'empreses classificades com a «altres activitats de serveis».
Dels 9 establiments de servei als particulars que hi havia el 2009, 1 era un taller de reparació d'automòbils i de material agrícola, 1 paleta, 5 guixaires pintors, 1 restaurant i 1 saló de bellesa.
L'únic establiment comercial que hi havia el 2009 era una adrogueria.
L'any 2000 a Montrigaud hi havia 35 explotacions agrícoles que ocupaven un total de 825 hectàrees.

## Equipaments sanitaris i escolars
El 2009 hi havia una escola elemental integrada dins d'un grup escolar amb les comunes properes formant una escola dispersa.

## Poblacions més properes
El següent diagrama mostra les poblacions més properes.